# El Cañón
El Cañón är en ort i Mexiko.   Den ligger i kommunen Xilitla och delstaten San Luis Potosí, i den centrala delen av landet, 220 km norr om huvudstaden Mexico City. El Cañón ligger 601 meter över havet och antalet invånare är 584.
Terrängen runt El Cañón är kuperad österut, men västerut är den bergig. Runt El Cañón är det ganska tätbefolkat, med 90 invånare per kvadratkilometer. Närmaste större samhälle är Xilitla, 5,8 km söder om El Cañón. I omgivningarna runt El Cañón växer i huvudsak städsegrön lövskog.